# A Couple of Song and Dance Men
A Couple of Song and Dance Men è un album in studio collaborativo del cantante e attore statunitense Bing Crosby e del cantante, attore e ballerino statunitense Fred Astaire, pubblicato nel 1975.

## Tracce
Side 1
1. Roxie – 2:50 (John Kander, Fred Ebb)
2. Top Billing – 3:16 (Ken Barnes, Pete Moore)
3. Sing – 3:22 (Joe Raposo)
4. It's Easy to Remember (And So Hard to Forget) (Fred Astaire only) – 3:06 (Lorenz Hart, Richard Rodgers)
5. In the Cool, Cool, Cool of the Evening – 3:22 (Hoagy Carmichael, Johnny Mercer)
6. Pick Yourself Up – 5:04 (Dorothy Fields, Jerome Kern)

Side 2
1. How Lucky Can You Get – 3:30 (Kander, Ebb)
2. I've a Shooting Box in Scotland – 2:43 (Cole Porter, T. Lawrason Riggs)
3. Change Partners (Bing Crosby only) – 2:52 (Irving Berlin)
4. Mr. Keyboard Man ("The Entertainer") – 2:47 (Barnes, Scott Joplin, Moore)
5. Spring, Spring, Spring – 4:02 (Gene de Paul, Mercer)
6. A Couple of Song and Dance Men – 4:02 (Berlin)
7. Top Billing (reprise; finale) – 1:48 (Barnes, Moore)